# Reprezentacja Francji na Mistrzostwach Europy w Wioślarstwie 2009
Reprezentacja Francji na Mistrzostwach Europy w Wioślarstwie 2009 liczyła 29 sportowców. Najlepszymi wynikami było 1. miejsce w czwórce bez sternika wagi lekkiej mężczyzn.

## Medale

### Złote medale
czwórka bez sternika wagi lekkiej mężczyzn (LM4-): Jean-Christophe Bette, Fabien Tilliet, Franck Solforosi, Fabrice Moreau

### Srebrne medale
Brak

### Brązowe medale
dwójka bez sternika mężczyzn (M2-): Laurent Cadot, Jean-David Bernard
dwójka podwójna wagi lekkiej mężczyzn (LM2x): Pierre-Étienne Pollez, Maxime Goisset
ósemka mężczyzn (M8+): Julien Desprès, Adrien Hardy, Pierre-Jean Peltier, Jean-Baptiste Macquet, Germain Chardin, Benjamin Rondeau, Sébastien Lenté, Dorian Mortelette, Benjamin Manceau

## Wyniki

### Konkurencje mężczyzn
- jedynka (M1x): Frédéric Dufour – 5. miejsce
- dwójka bez sternika (M2-): Laurent Cadot, Jean-David Bernard – 3. miejsce
- dwójka podwójna wagi lekkiej (LM2x): Pierre-Étienne Pollez, Maxime Goisset – 3. miejsce
- czwórka bez sternika wagi lekkiej (LM4-): Jean-Christophe Bette, Fabien Tilliet, Franck Solforosi, Fabrice Moreau – 1. miejsce
- ósemka (M8+): Julien Desprès, Adrien Hardy, Pierre-Jean Peltier, Jean-Baptiste Macquet, Germain Chardin, Benjamin Rondeau, Sébastien Lenté, Dorian Mortelette, Benjamin Manceau – 3. miejsce

### Konkurencje kobiet
- dwójka podwójna wagi kobiet (LW2x): Coralie Simon, Elise Maurin – 6. miejsce
- ósemka (W8+): Nadia Gully, Marion Rialet, Floriane Garcia, Myriam Goudet, Diane Delalleau, Stéphanie Dechand, Marie Le Nepvou, Vanessa Grandpierre, Aline Cointrel – 6. miejsce